# Пармская война
Пармская война — длившаяся с июня 1551 по 29 апреля 1552 г. война между союзом Священной Римской империи и Папской области с королевством Франция и герцогством Парма. Является частью Итальянской войны 1551—1559 гг.

## История
После убийства в 1547 г. герцога Пармского и сына папы римского Павла III Пьера Луиджи Фарнезе, Папская область пожелала вернуть себе герцогство, которое он основал. Сын покойного Оттавио Фарнезе был зятем императора Священной Римской империи Карла V и завладел герцогством, несмотря на противодействие пап Павла III и Юлия III. Оттавио обратился к французскому королю Генриху II, у которого были свои причины противостоять притязаниям папы на герцогство. Вскоре после начала переговоров Юлий III и Карл V начали войну против Пармы. Дом Фарнезе также вышел из союза с папой и Священной Римской империей, чтобы вступить в союз с Пармой и Францией.
Губернатор Милана Ферранте Гонзага занял Брешелло и приготовился к осаде Пармы. Несмотря на помощь французских войск, Орацио Фарнезе был разбит возле Мирандола. Генрих II также приказал Шарлю де Коссе вторгнуться в Пьемонт, вынудив Гонзагу уменьшить давление на герцогство Пармское в сентябре 1551 года. В 1551 году Юлий послал своего племянника Джан Баттиста дель Монте осадить Мирандолу, которую тогда удерживали небольшие французские силы под командованием кондотьера Пьеро Строцци. Осада закончилась в Страстную пятницу 1552 года смертью Дель Монте.
Юлий начал переговоры с Францией 9 сентября 1551 г., отправив легатом к Генриху Джироламо Вералло. Когда папа обнаружил, что у Карла серьёзные трудности, переговоры снова возобновились, и 29 апреля 1552 г. было заключено соглашение. Это потребовало двухлетнего перемирия, позволившего Оттавио заключить мирный договор с папой и вернуть герцогство Кастро Фарнезе. Карлу потребовалось одиннадцать дней, чтобы ратифицировать соглашение, что он и сделал 10 мая.